# Jugurta
Jugurta o Yugarthn (llatí: Jugurtha; grec antic: Ἰουγούρθας o Ἰογόρθας) va ser rei de Numídia de l'any 118 aC al 106 aC.

## Etimologia del nom
El nom de Yugarthn és una estructura complexa, molt ben documentada gràcies als noms amazics antics (antiguitat, edat mitjana), també ben conservada en l'etnonímia actual, segons el model: verb conjugat a la 3a persona + pronom personal afixat (règim directe o indirecte) de la 3a persona del plural: «ell / ella - X - els / a ells». La interpretació del nom de Jugurtha s'analitza així:
y-ugur-thn o y-ugar-thn = «ell-excedeix-els» = ‘els excedeix’, del verb ager / uger-ugar ‘excedir’, ‘ser de la resta’, perfectament viu en els dialectes amazics actuals (el cabilenc, el tuareg, els dialectes amazics del Marroc...).

## Biografia
Era el net de Masinissa I i el fill de Mastanabal, que el va tenir amb una concubina. Pel seu naixement il·legítim, el seu avi no li va dedicar atenció i va tenir una vida obscura mentre Masinissa va viure. Però cap a l'any 149 aC, quan va pujar al tron Micipsa, com a rei únic l'any 145 aC, va adoptar el seu nebot, i el va criar amb els seus dos fills, Hiempsal i Adhèrbal.
Per les seves habilitats, era molt popular entre el númides i Micipsa es va adonar llavors que podia arribar a suplantar els seus dos fills. Per això, el va enviar amb una força auxiliar (amb l'esperança que morís a la guerra) a ajudar Publi Corneli Escipió Emilià Africà Menor en el setge de Numància l'any 134 aC. Això només va servir perquè es distingís més encara en la lluita i que es guanyés el favor dels seus comandants i de tota la noblesa romana, alguns dels quals el van estimular secretament perquè busqués convertir-se en l'únic sobirà de Numídia, en contra de l'opinió d'Escipió.
Al seu retorn Micipsa el va rebre amb honors. Mentre va viure Micipsa, no va voler portar a terme els seus plans ambiciosos. Al seu llit de mort, Micipsa, que preveia el que podia passar, li va recomanar la cura dels seus dos fills, però només morir, els tres hereus ja es van barallar a la primera entrevista que van mantenir, l'any 118 aC.
No gaire després, Jugurta va trobar l'oportunitat d'assassinar Hiempsal I a la vila anomenada Thirmida, i encara que Adhèrbal va agafar les armes, ell i els partidaris dels dos germans van ser derrotats per Jugurta. Adhèrbal es va veure obligat a fugir a territori romà, des d'on va anar a Roma a reclamar els seus drets davant del senat l'any 118 aC.
Jugurta va saber jugar amb habilitat amb la corrupció de la noblesa romana i va enviar ambaixadors a Roma per tal de subornar diversos notables romans i diluir les queixes d'Adhèrbal i per aconseguir eliminar la indignació del senat. Finalment, el senat va decidir dividir el regne de Numídia entre els dos i va enviar una comissió per fer executiva la mesura, però quan van desembarcar va subornar els seus membres, i el cap de la comissió, Luci Opimi, va concedir a Jugurta la part occidental de Numídia, adjacent al Regne de Mauritània que era la part més rica i millor del regne. Això passava l'any 117 aC.
No va deixar de dirigir les seves ambicions cap a la dominació de tot el regne i contínuament va fer atacs fronterers amb la idea que Adhèrbal respongués amb la guerra. Adhèrbal seguia una estricta política defensiva, fins que finalment Jugurta va envair els seus territoris, Va derrotar Adhèrbal al primer xoc, i aquest va haver de fugir cap a la fortalesa de Cirta, on Jugurta el va assetjar. Estava a punt de conquerir la ciutat quan va arribar una ambaixada romana que va exigir la fi de les hostilitats. Jugurta amb bones paraules i suborns va aconseguir convèncer els ambaixadors i quan aquests van sortir del país va reiniciar el setge. Va arribar aviat una segona ambaixada dirigida per Marc Emili Escaure. Jugurta es va presentar davant del romà, però no va aixecar el setge i finalment els ambaixadors es van retirar sense aconseguir el seu objectiu.
Cirta es va rendir amb la condició de que es respectarien les vides dels assetjats, però Jugurta no va complir la promesa i els va matar a tots incloent-hi Adhèrbal l'any 112 aC.
El suborns de Jugurta li van garantir un cert suport a Roma, i hauria triomfat de no ser pel tribú Gai Memmi, que va imposar la declaració de guerra. El senat va enviar al cònsol Luci Calpurni Bèstia a Àfrica per resoldre la situació. Jugurta va tractar de subornar el cònsol i el seu lloctinent Marc Emili Escaure, i sembla que ho va aconseguir, negociant una pau prou favorable, amb un pretesa submissió, la donació de 30 elefants i una petita quantitat de diners l'any 111 aC.
Aquest tractat va indignar altre cop a Roma, i Gai Memmi va fer aprovar l'anada a Numídia del pretor Luci Cassi Longí, un home molt íntegre, am el mandat de que portés Jugurta a Roma a donar explicacions, cosa que va fer sota salconduit, que va ser escrupolosament respectat. Quan va arribar a Roma es va presentar davant del senat per parlar a l'assemblea, però un dels tribuns que havia estat subornat per Marc Emili escaure i Luci Calpurni Bèstia, li va prohibir parlar. Jugurta es va quedar a Roma per un cert temps dedicat a intrigues diverses, i segurament hauria acabat imposant els seus punts de vista si no hagués gosat matar Massiva, que havia recolzat Adhèrbal i era a Roma per reclamar justícia. Va ser impossible justificar o ignorar aquest crim que s'havia fet davant dels ulls del senat. Bomilcar, l'assassí, va anar a judici, i Jugurta va ser expulsat d'Itàlia. Quan va sortir va dir la frase: "Urbem venalem, et mature perituram, si emptorem invenerit" ('la ciutat està en venda, i aviat sucumbirà si troba un comprador').

## Guerra de Jugurta
La guerra ja va ser inevitable. L'any 110 aC va arribar a Numídia el cònsol Espuri Postumi Albí, i després el seu germà Aule Postumi Albí, que va tenir el comandament quan Espuri va marxar a Roma a presidir els comicis. Cap dels dos va donar proves de capacitat. Espuri va permetre que l'inici de la guerra es retardés, quan l'astut Jugurta va presentar propostes de negociació i retards no ben justificats, Aule, que havia penetrat al centre de Numídia i estava a punt d'atacar una ciutat anomenada Suthul quan es va deixar sorprendre al seu campament. Va tenir lloc la batalla de Suthul, on l'exèrcit romà va ser completament desfet i Aule i la resta de l'exèrcit van poder salvar la vida perquè van acceptar de passar sota el jou.
El tractat que havia signat Aule va ser anul·lat pel senat i es va encarregar al consol Quint Cecili Metel Numídic de fer la guerra a l'any següent, el 109 aC. Jugurta es va adonar que Metel era un bon general i un home íntegre, i llavors va fer passos per a una efectiva submissió. Metel va acceptar, però en realitat volia guanyar adhesions entre els partidaris del rei i mentrestant va continuar avançant en territori enemic. Jugurta el va atacar sobtadament durant la seva marxa, però va ser derrotat severament. Metel va devastar gran part de Numídia, però es va aturar davant de la ciutat de Zama Regia, que no va poder ocupar, i es va retirar als seus quarters d'hivern.
Aquell hivern, Jugurta va oferir la submissió completa i va entregar als romans tots els seus elefants i una gran quantitat d'armes i cavalls. Va pagar també una gran suma, però Metel li va exigir que s'havia de lliurar personalment i Jugurta va trencar les negociacions. Una mica després, va detectar una conspiració contra la seva vida encapçalada pel seu fidel amic Bomílcar que havia pogut escapar de ser jutjat a Roma, i que havia estat guanyat per Metel, juntament amb Nabdalsa, un altre notable númida. Jugurta va fer executar els dos homes i recelós, va fer matar altres nobles que no havien participar en cap moviment contra ell, i molts per salvar la vida van haver de fugir.
L'any 108 aC, Jugurta va eludir la persecució de Metel amb la rapidesa dels seus moviments. Es va refugiar a Thala, situada al mig del desert i considerada inexpugnable, però en va haver de fugir, i va passar al territori dels gètuls, on va poder aixecar un nou exèrcit reclutat entre aquest poble, amb el qual va entrar a Numídia. Al mateix temps, Boccus I va pujar al tron a Mauretània i va aixecar un exèrcit per donar suport a Jugurta. Metel, assabentat que havia estat substituït per Gai Mari, es va mantenir a la defensiva mentre negociava amb el rei Boccus, per evitar que s'incorporés a la guerra.
L'arribada de Mari l'any 107 aC va renovar el vigor dels romans que van aconseguir de reduir totes les fortaleses del rei númida, fins i tot aquelles on s'havien dipositat els tresors. Jugurta va decidir jugar-se el futur en una sola batalla i, amb molt d'esforç i l'ajuda de Boccus, va reunir un exèrcit i van atacar Mari quan es retirava als seus quarters d'hivern. Mari va ser agafat per sorpresa, però la seva perícia i la disciplina de les seves tropes li va fer guanyar la batalla. Els númides, com passava en aquestes situacions, es van dispersar en totes direccions.

## Derrota i mort
Jugurta es va escapar del camp de batalla pràcticament sol, aconseguint traspassar un cos de cavalleria romà. Va poder reunir un grup de cavalleria númida, però ja la seva única esperança de reprendre la guerra era Boccus. El rei de Mauretània després d'estar un temps vacil·lant, va ser guanyat per Sul·la, llavors qüestor de Mari, a la causa romana i es va unir a un pla per capturar el rei númida. Cridat a una conferència, Jugurta i una escorta es van reunir amb Boccus i llavors van ser rodejats, les seves escortes eliminades i el rei fet presoner i lliurat a Sul·la, que el va portar davant de Gai Mari l'any 106 aC.
Jugurta va continuar captiu fins al retorn de Mari a Roma l'any 104 aC, i va formar part del seguici del triomf que va celebrar el general. Després va ser tancat en un calabós on va morir de gana. Als seus dos fills, capturats igualment i que igualment anaven lligats davant del carro del vencedor durant el triomf, se'ls va respectar la vida i van romandre captius a Venúsia.
Segons reflexiona William Smith, la figura de Jugurta no hauria estat tant important sense l'obra La guerra de Jugurta escrita per Sal·lusti, de la que diu que fa un retrat autèntic de la personalitat del rei númida. Només Plutarc explica les circumstàncies de la mort de Jugurta.